# 강매역
강매(루트로닉)역(Gangmae(Rutroniq)Station, 江梅驛)은 경기도 고양시 덕양구 행신동에 있는 수도권 전철 경의·중앙선의 전철역이다.
1971년에 개업했다가 2009년 7월 1일 수도권 전철 경의선의 복선전철 1단계 개통 당시 행신역과 통합하는 형식으로 폐역했으나, 원흥지구 및 행신2지구(서정마을)가 개발된 데다가 폐역에 반발하는 주민들이 있었다. 이에 경의선 복선전철 개통을 앞두고 한국철도공사가 전철역 번호를 중간에 비우며 부활의 여지를 남겼고, 강매역 부활이 결정된 후 위치를 항공대역(그 당시 화전역) 방향으로 약간 이전하여 2014년 10월 25일에 전철역으로 영업을 재개했다.

## 개요
1971년 개업 당시부터 경의선상에 있었던 강매역은 1996년 행신지구 택지개발 사업으로 건설된 행신역과의 역간 거리가 가깝다는 이유로, 2009년 수도권 전철 경의선 복선전철 1단계 개통 시 수요를 행신역에 집중하기 위하여 폐지하기로 결정되었다. 하지만 지역 주민들은 노선 접근성을 불편하게 만든다는 것을 이유로 이에 반발하였고, 1 km 미만의 짧은 역간거리 문제에 대하여는, 수색역과 디지털미디어시티역과의 역간거리도 1 km 미만임을 들어 반발하였다. 이러한 항의에도 불구하고 전철 개통시 강매역은 결국 폐지되었으나, 역 번호를 하나 비우고 역 건설 노반을 확보하는 등 여지를 남겨 두었다. 결국 건설비 1,780억을 투입, 2014년 10월까지 BRT 환승체계와 동시에 '신 강매역'을 신설하기로 잠정 결정하고 2013년 7월부터 신축에 들어갔다. 2014년 10월 25일 전철역으로 영업을 재개하였다.

## 역사
- 1971년 5월 15일 : 행주간이승강장(幸州簡易乘降場)으로 영업 개시[2]
- 1974년 8월 15일 : 행주역으로 영업 개시[3]
- 1976년 5월 1일 : 강매역으로 역명 변경[4]
- 1978년 8월 1일 : 을종위탁발매소로 지정
- 1992년 1월 1일 : 무배치간이역으로 격하
- 1996년 12월 16일 : 을종 대매소로 변경
- 2009년 7월 1일 : 수도권 전철 경의선 개통으로 행신역과 통합되면서 폐역[5]
- 2013년 7월 10일 : 강매역 착공[6]
- 2014년 10월 25일 : 강매역으로 재개업[7]

## 역 구조

### 배선도
수도권철도차량정비단, 행신역, 강매역, 한국항공대역의 배선도는 다음과 같다. 수도권철도차량정비단 진출입 선로가 문산방향 승강장 뒤쪽에 나란히 놓여 있다.

### 승강장
스크린도어가 설치돼 있다.
| ↑ 한국항공대       |
| \| １２ \| ３４ \| |
| 행신 ↓             |

| 1     | ● 수도권 전철 경의·중앙선 | 서강대 · 용산 · 회기(삼육보건대학)·덕소 · 용문 · 지평 방면 |
| 2     | ● 수도권 전철 경의·중앙선 | 한국항공대 · 수색 · 가좌 · 신촌 · 서울 방면                |
| 3 · 4 | ● 수도권 전철 경의·중앙선 | 대곡 · 일산 · 문산 방면                                    |

## 역 주변
- 서정초등학교
- 행남초등학교
- 서정마을 아파트단지
- 소만마을 아파트단지
- 가라뫼
- 행신119안전센터

## 이용객 변동
2014년 자료는 개통일인 2014년 10월 25일부터 12월 31일까지인 68일 기준으로 환산한 것이다.
| 노선        | 노선 | 일평균 인원수 (명/일) | 일평균 인원수 (명/일) | 일평균 인원수 (명/일) | 일평균 인원수 (명/일) | 일평균 인원수 (명/일) | 일평균 인원수 (명/일) | 일평균 인원수 (명/일) | 일평균 인원수 (명/일) | 일평균 인원수 (명/일) | 일평균 인원수 (명/일) | 각주  |
| 노선        | 노선 | 2009년                | 2010년                | 2011년                | 2012년                | 2013년                | 2014년                | 2015년                | 2016년                | 2017년                | 2018년                | 각주  |
| ----------- | ---- | --------------------- | --------------------- | --------------------- | --------------------- | --------------------- | --------------------- | --------------------- | --------------------- | --------------------- | --------------------- | ----- |
| 경의·중앙선 | 승차 | 미개통                | 미개통                | 미개통                | 미개통                | 미개통                | 1,295                 | 2,142                 | 2,469                 | 2,630                 | 2,721                 | [ 8 ] |
| 경의·중앙선 | 하차 | 미개통                | 미개통                | 미개통                | 미개통                | 미개통                | 1,187                 | 1,888                 | 2,118                 | 2,267                 | 2,355                 | [ 8 ] |
| 경의·중앙선 |      | 2019년                | 2020년                | 2021년                | 2022년                | 2023년                |                       |                       |                       |                       |                       | [ 8 ] |
| 경의·중앙선 | 승차 | 2,932                 | 2,029                 | 2,567                 | 2,868                 | 3,077                 |                       |                       |                       |                       |                       | [ 8 ] |
| 경의·중앙선 | 하차 | 2,482                 | 2,271                 | 2,271                 | 2,515                 | 2,676                 |                       |                       |                       |                       |                       | [ 8 ] |

## 사진

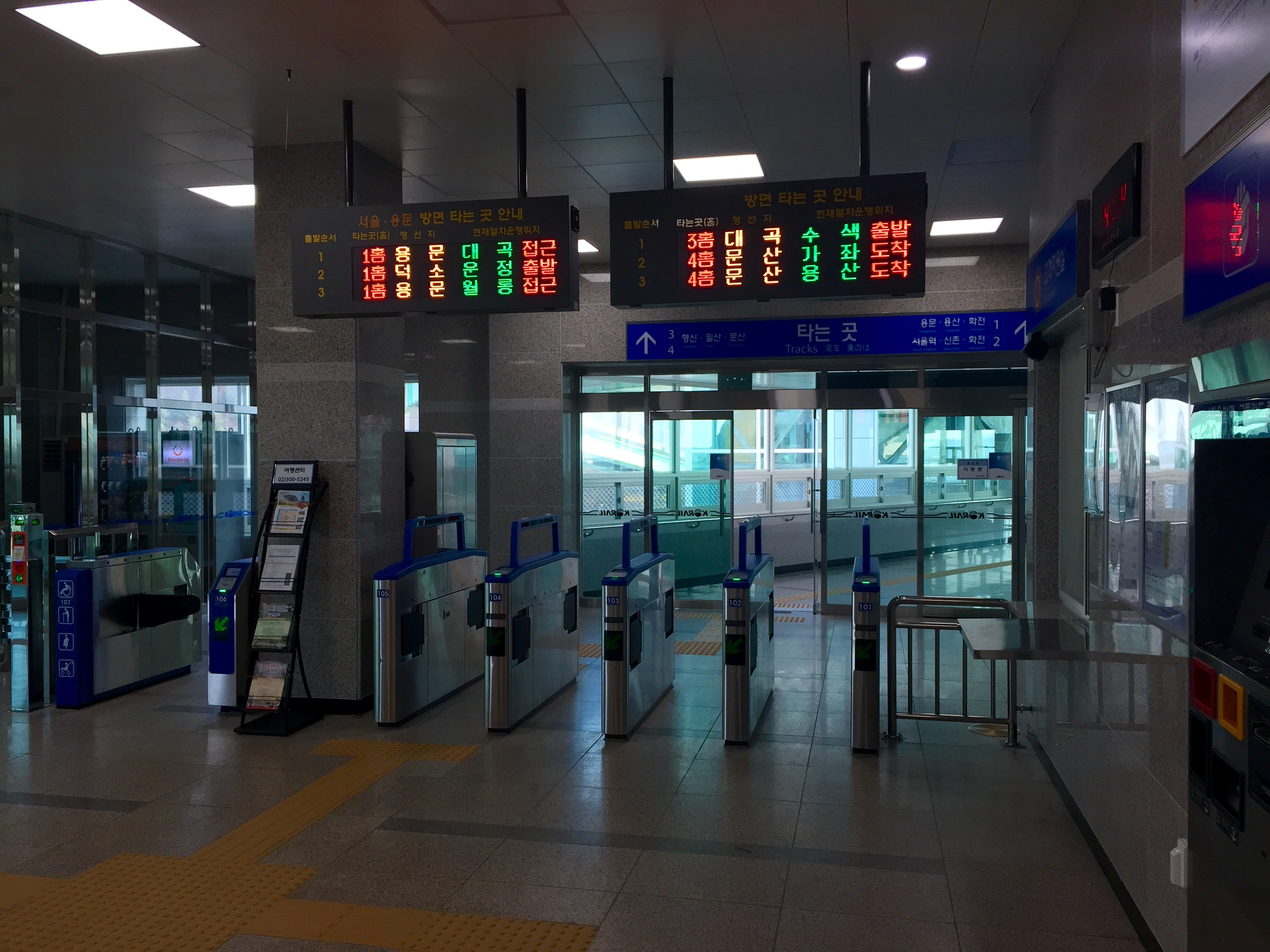
개찰구
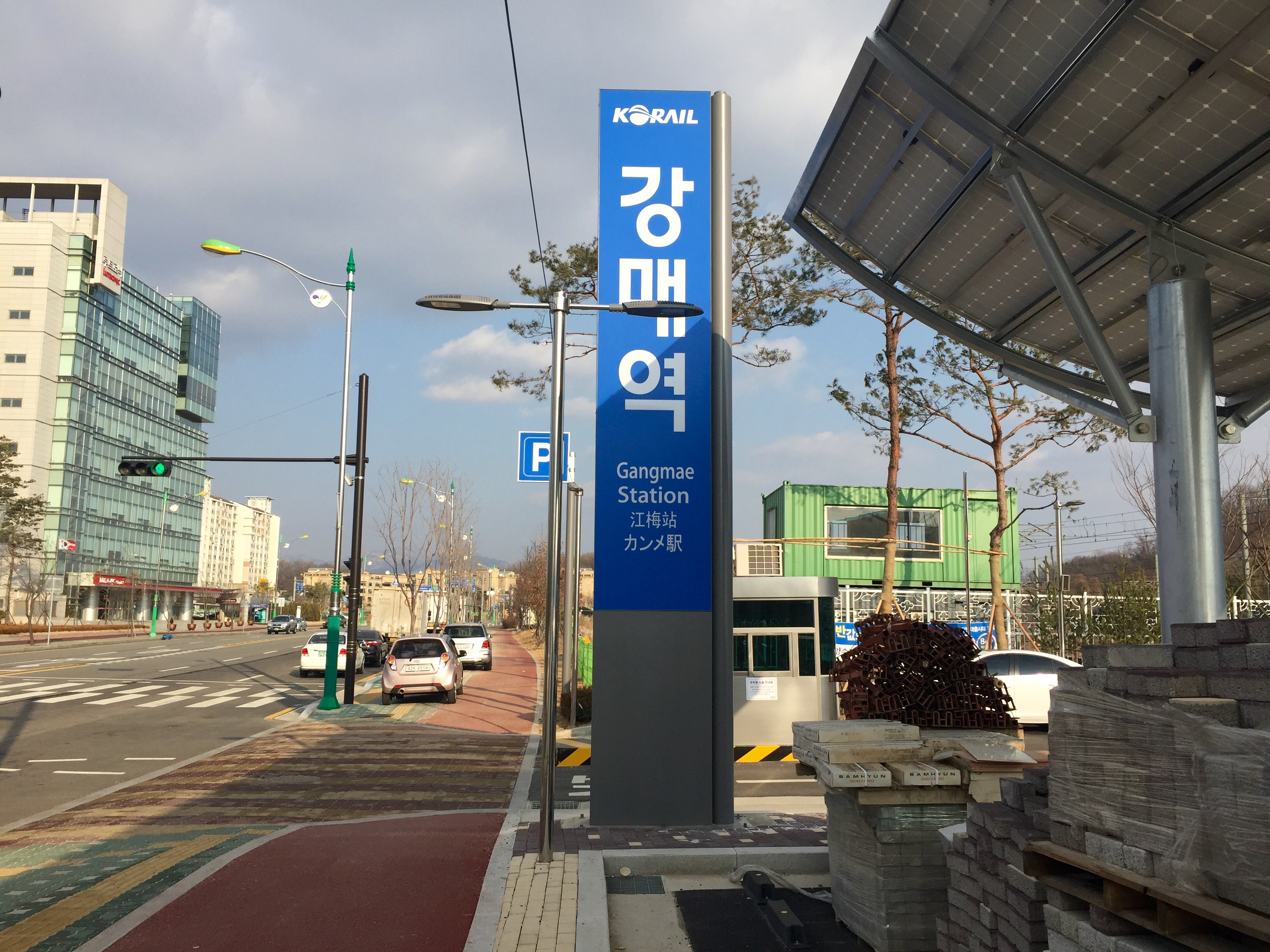
폴사인
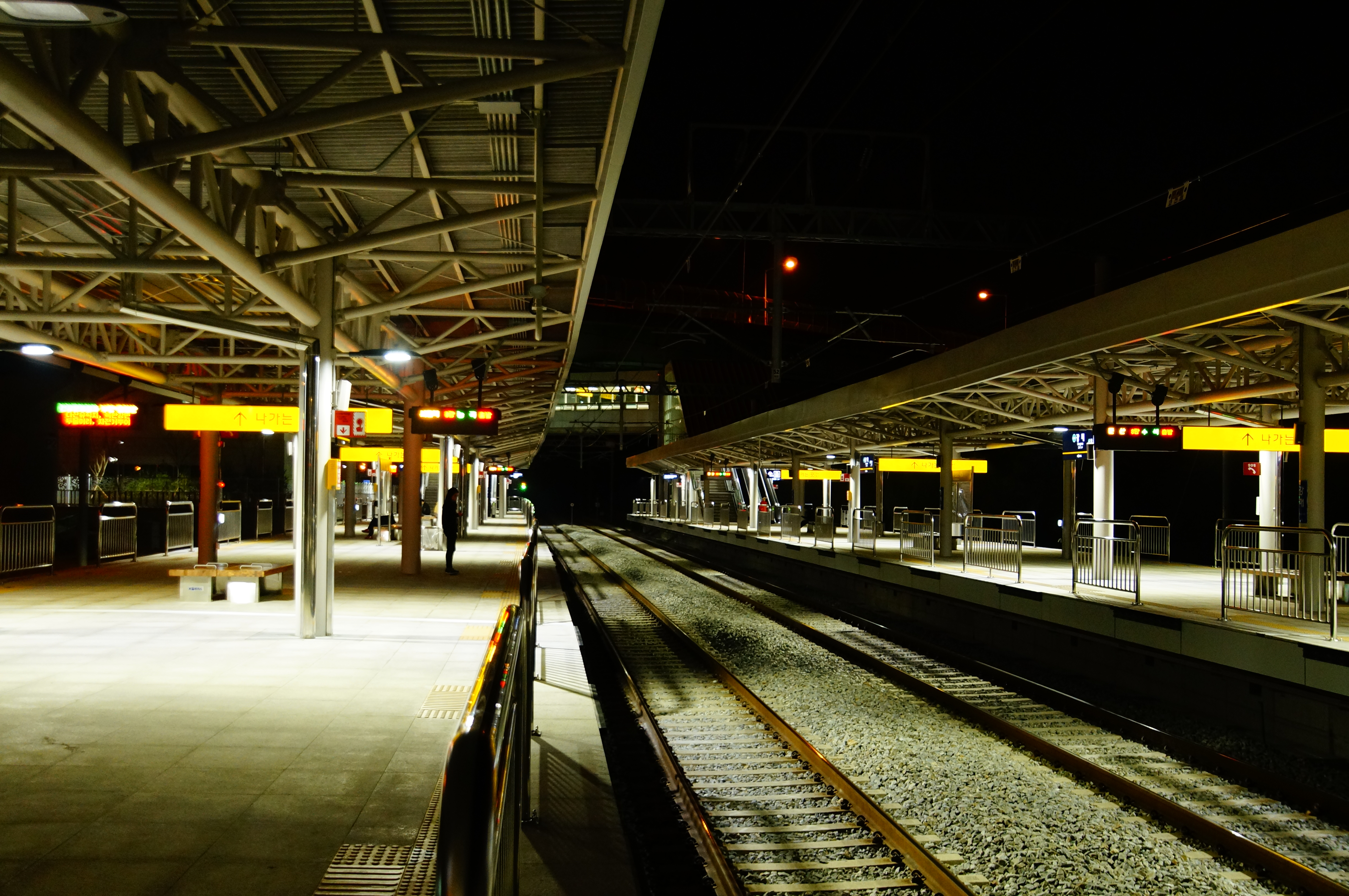
승강장 (스크린도어 설치 전)
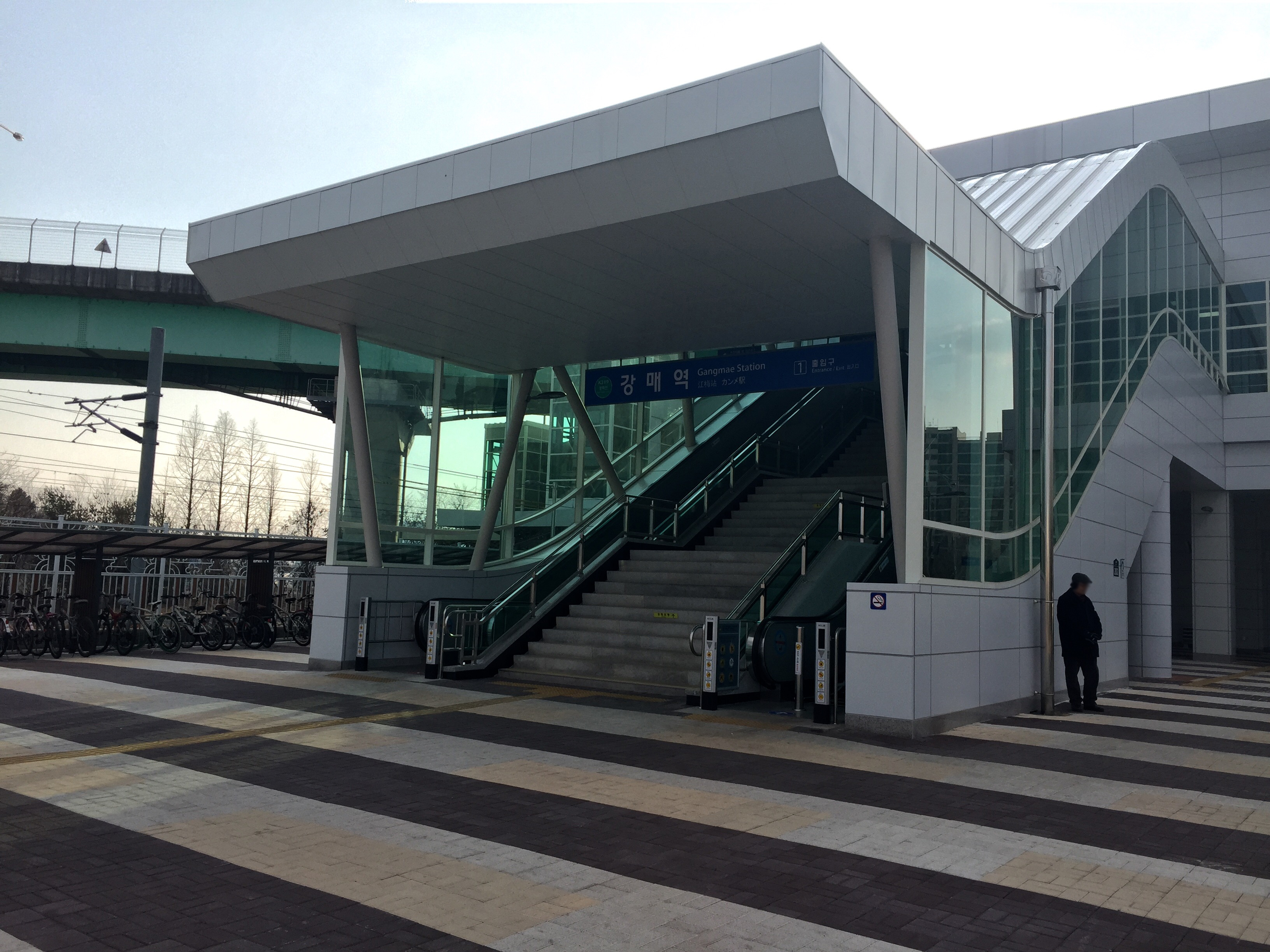
1번 출입구
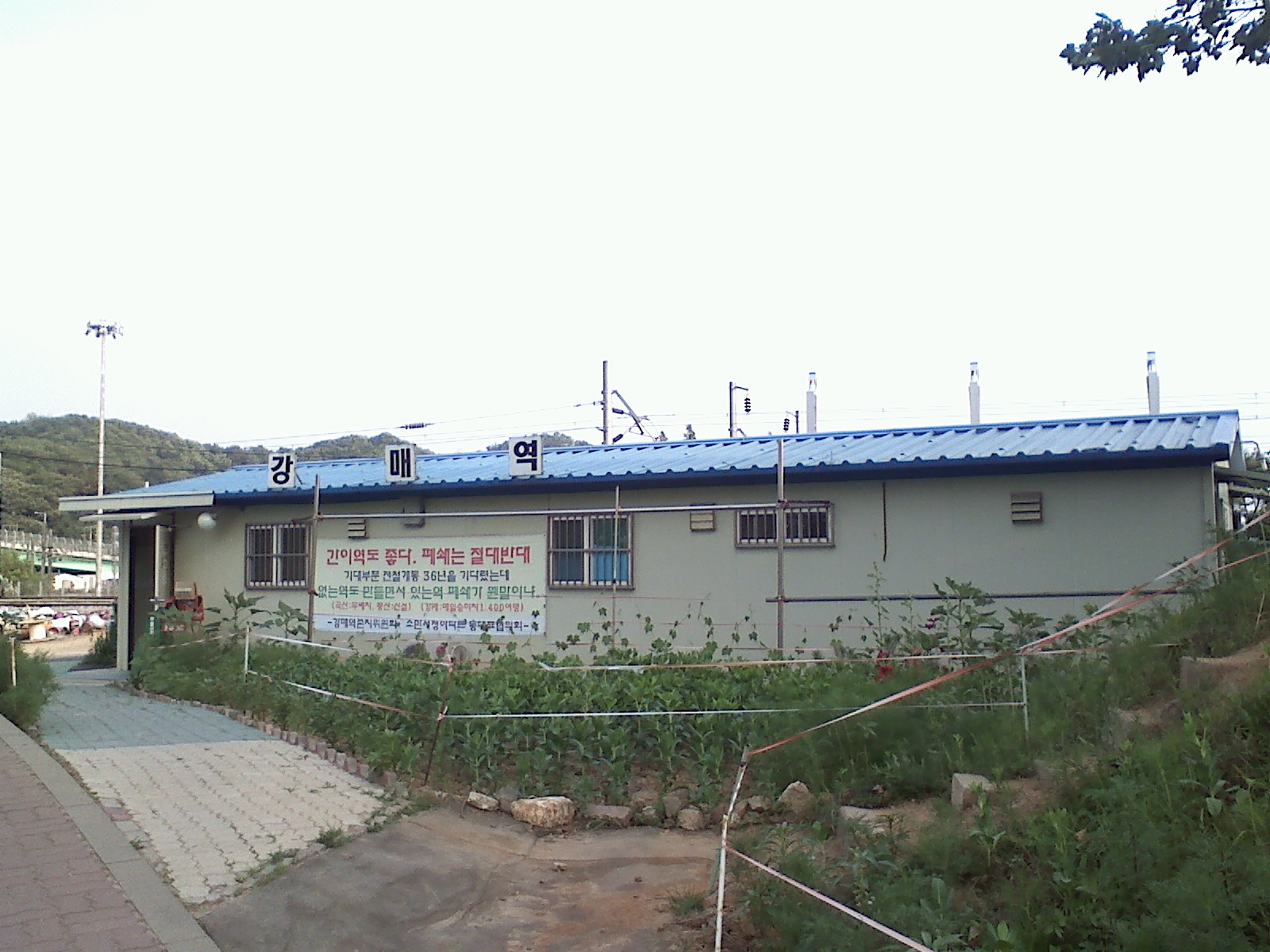
임시 역사
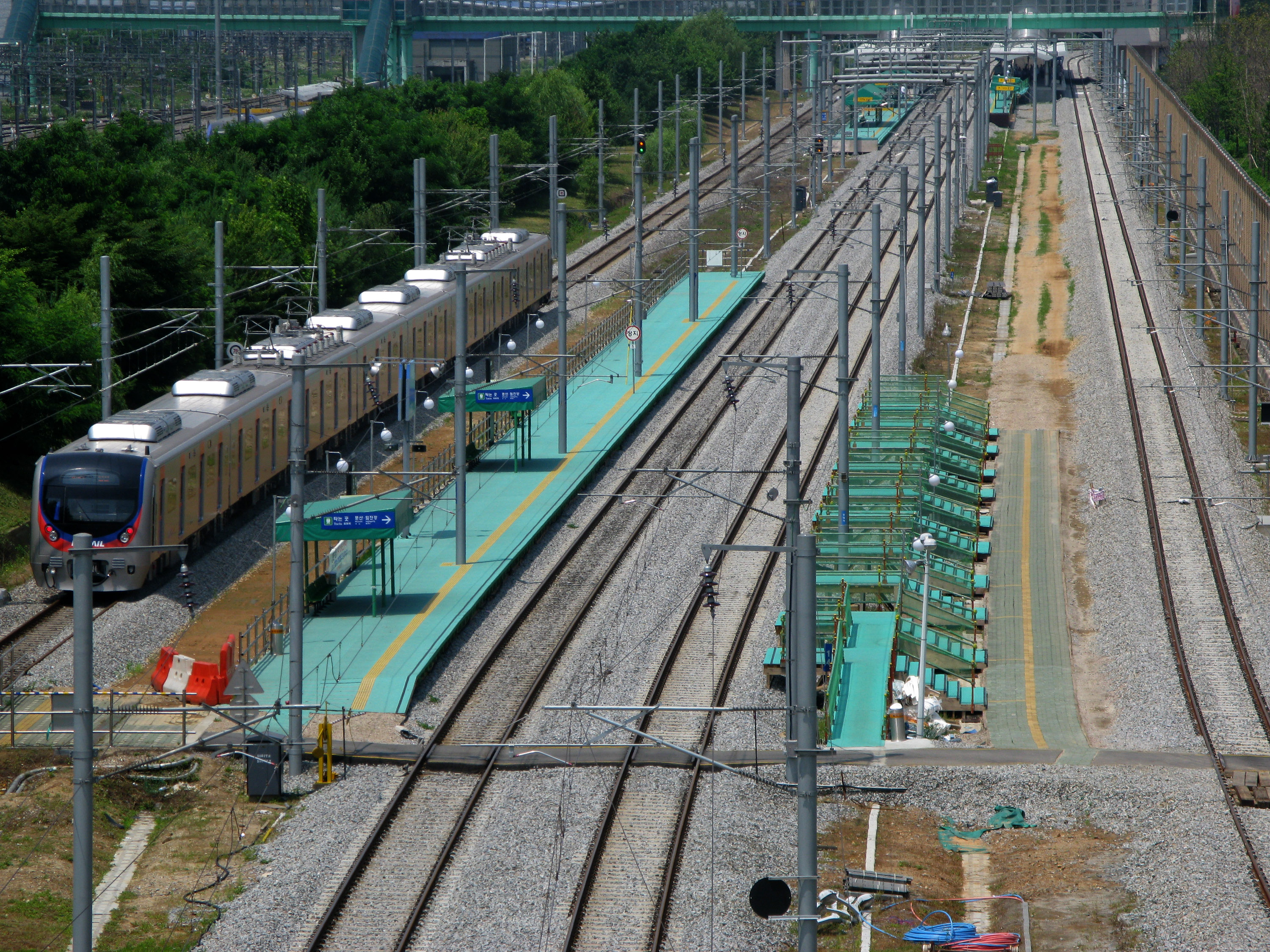
임시 승강장
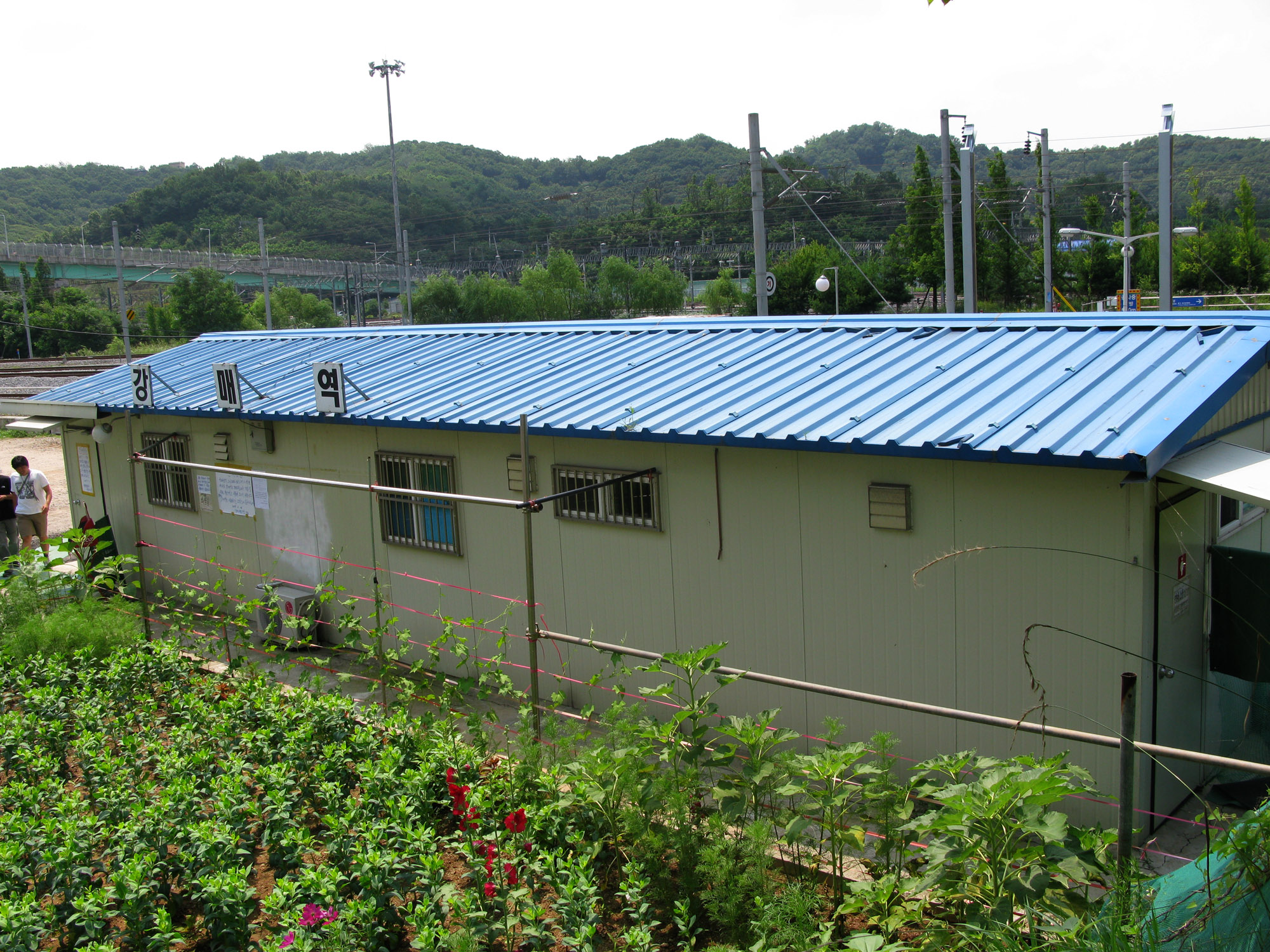
임시 역사
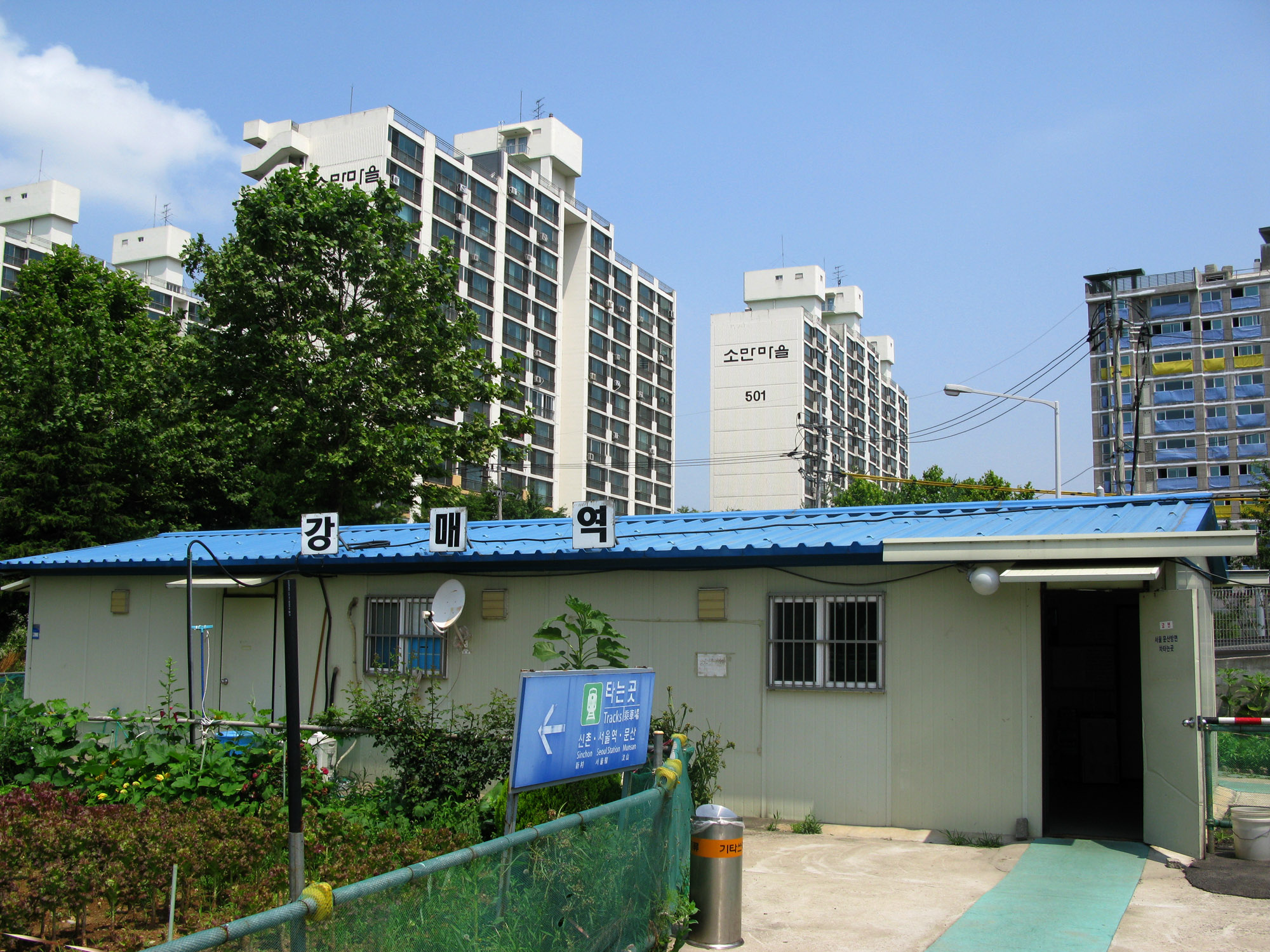
임시 역사

## 인접한 역
| 경의선                                  | 경의선                                                    | 경의선                                        |
| --------------------------------------- | --------------------------------------------------------- | --------------------------------------------- |
| K320 행신 문산 방면 문산 방면 문산 방면 | ● 수도권 전철 경의·중앙선 본선 완행 중앙선 급행 지선 완행 | K318 한국항공대 지평 방면 용문 방면 서울 방면 |